# Maria Edgeworth

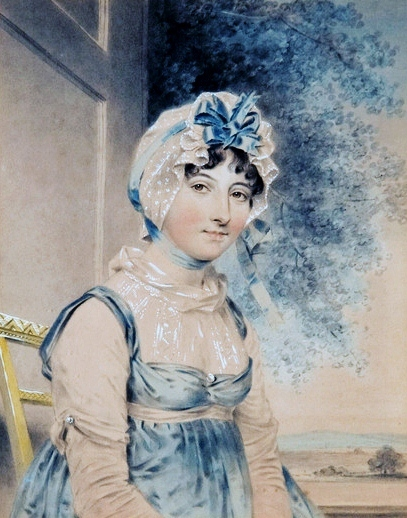
Maria Edgeworth.

Maria Edgeworth (Black Bourton, Oxfordshire, Inglaterra; 1 de enero de 1768-Edgeworthstown, condado de Longford, Irlanda; 22 de mayo de 1849) fue una escritora anglo-irlandesa.

## Biografía
Fue la segunda hija de Richard Lovell Edgeworth y Anna Maria Edgeworth (nacida Elders). Cuando su padre volvió a casarse en 1773, se trasladó con él a Irlanda donde este se estableció, formando la finca de Edgeworthstown, en el Condado de Longford. Allí Maria entró en contacto con la clase alta angloirlandesa, llevándose especialmente con Kitty Pakenham (futura esposa de Arthur Wellesley, primer duque de Wellington), Lady Moira, y su tía Margaret Ruston de Black Castle. Se dedicó durante mucho tiempo a administrar la finca de su padre, reflejando luego esta experiencia en sus novelas sobre Irlanda y los irlandeses. Las primeras realizaciones literarias de Edgeworth fueron melodramáticas más que realistas. Una de sus primeras novelas, escrita mientras iba a la escuela, trataba sobre un villano que empleaba una máscara hecha de la piel de un hombre muerto. Su primera obra publicada fue Letters for Literary Ladies en 1795, la cual se vio seguida en 1796 por su primera novela juvenil, The Parent's Assistant, y en 1800 por la novela Castle Rackrent.
En 1802 la familia Edgeworth viajó al extranjero, primero a Bruselas y después a la Francia del consulado (durante la breve Paz de Amiens durante las Guerras napoleónicas). Allí conocieron a gente importante, y Maria recibió una propuesta matrimonial de manos de un noble sueco, el Conde Edelcrantz. Regresaron a Irlanda en 1803, antes de comenzar de nuevo las hostilidades. Maria continuó escribiendo.
Richard Edgeworth era un escritor e inventor reconocido, apoyó incesantemente a su hija para perseguir una carrera literaria. Se ha criticado, sin embargo, su insistencia en editar y aprobar los textos de su hija. Los cuentos que figuran en The Parent's Assistant debieron ser aprobados por su padre antes incluso de poder ser leídos a sus hermanos más pequeños (tuvo cuatro esposas y 22 hijos). Maria escribió Castle Rackrent y lo envió como anónimo sin su conocimiento.
En 1813 Maria visitó Londres y conoció a Lord Byron y a Humphry Davy. Comenzó una larga correspondencia con Sir Walter Scott después de que este publicara Waverley en 1814 y fue a visitarle a su casa de Abbotsford House, Escocia.
Tras la muerte de su padre en 1817, Maria editó sus memorias, y las extendió con sus propios comentarios. Fue una escritora activa hasta el final de sus días, y trabajó fervientemente para aliviar las hambrunas que arreciaron Irlanda durante la Gran hambruna irlandesa.
Maria Edgeworth fue muy explícita en el hecho de que todas sus historias tenían un propósito moral, frecuentemente apuntando hacia el deber de las clases más altas hacia sus arrendados. Sin embargo, su estilo no fue apreciado por uno de los líderes religiosos del momento, Robert Hall, quien dijo que "podría clasificar sus libros entre los más irreligiosos que haya leído nunca... ella no ataca la religión, ni inventa contra ella, pero la muestra innecesaria al exhibir una perfecta virtud sin acompañarla de religiosidad... ninguna otra obra ha producido tan mal efecto en mí como las suyas".

## Obras
Escribió y envío para su publicación anónima su primera novela, El castillo de Rackrent, en 1800 sin el conocimiento de su padre. Fue un éxito inmediato y sirvió para consolidar su encanto como escritora. El libro es una sátira sobre los propietarios anglo-irlandeses antes de 1782, mostrando la necesidad de una administración más responsable por parte de la clase terrateniente irlandesa. Thady Quirk, un trabajador católico irlandés de la finca narra la historia de cuatro generaciones de una familia terrateniente irlandesa, los Rackrents y refleja el ascenso de la clase media católica irlandesa.

## Obra selecta
- Letters for Literary Ladies - 1795 (ensayo feminista)
- The Parent's Assistant - 1796
- Practical Education - 1798 (2 volúmenes, escrito junto a su padre)
- Castle Rackrent (1800) (novela)
- Early Lessons - 1801
- Belinda (1801) (novela)
- Essay on Irish Bulls - 1802 (ensayo político, escrito junto a su padre)
- Popular Tales¡¡ - 1804
- The Modern Griselda - 1804
- Moral Tales for Young People - 1805 (6 volúmenes)
- Leonora - 1806
- Tales of Fashionable Life - 1809
- Ennui - 1809 (novela)
- The Absentee (1812)
- Patronage - 1814 (novela en 4 volúmenes)
- Harrington, a tale - 1817
- Ormond, a tale - 1817
- Comic Dramas - 1817
- Memoirs - 1820 (edición de las memorias de su padre)
- Early Lessons - 1822 (secuelas de algunos cuentos)
- Helen - 1834